# 愛宕 (重巡洋艦)
愛宕（あたご）は、日本海軍の重巡洋艦。艦名は京都府の愛宕山に由来する。同名の艦としては3代目となる。
高雄型重巡洋艦の2番艦である。急ピッチで工事をしたため、1番艦の「高雄」より早く完成した。このため、高雄型重巡を愛宕型と呼ぶこともある。

## 概要
太平洋戦争において南方作戦、蘭印作戦、ミッドウェー海戦（攻略部隊）、南太平洋海戦（前進部隊）、第三次ソロモン海戦、ブーゲンビル島の戦い（ラバウル空襲）、マリアナ沖海戦、レイテ沖海戦等に参加した。1944年（昭和19年）10月23日にアメリカの潜水艦「ダーター」の雷撃で沈没するまで、ほぼ一貫して第二艦隊旗艦の座にあり、金剛型戦艦、長門型戦艦、大和型戦艦等を指揮下に置いた。太平洋戦争において愛宕に将旗を掲げた第二艦隊司令長官は、大戦前半は近藤信竹中将、後半は栗田健男中将だった。

## 艦歴
1927年（昭和2年）4月28日に呉海軍工廠で起工、1930年（昭和5年）6月16日に進水。初代艦長・佐田健一大佐の指揮下、1932年（昭和7年）3月30日、就役する。4月16日には首相・犬養毅を始めとする政府高官を乗せて東京湾を巡航する。12月、2代目艦長・高橋伊望大佐の指揮下で、妙高型重巡洋艦に代わって第二艦隊・第四戦隊に編入された。
1933年（昭和8年）8月26日には横浜沖で行われた特別大演習での観艦式に高雄型重巡4隻（鳥海《先導艦》、愛宕、高雄、摩耶）は昭和天皇が乗艦する戦艦「比叡」の供奉艦として参列した。
1936年（昭和11年）10月25日、御召艦「比叡」および供奉艦2隻（時雨、白露）は神戸港に到着、「愛宕」以下各艦は礼砲で昭和天皇を出迎えた。10月26日、昭和天皇は広島県江田島の海軍兵学校に行幸する事になり「比叡」から「愛宕」に移乗、白露型2隻（時雨、白露）を供奉艦として江田島へむかった。海軍兵学校行幸を終えて10月28日に神戸に帰着すると、御召艦は「比叡」に戻り、10月29日の観艦式当日を迎える。御召艦「比叡」、供奉艦「愛宕」「鳥海」「足柄」という編制であった。観艦式終了後、昭和天皇と3隻（比叡、時雨、白露）は横須賀へ向かった。

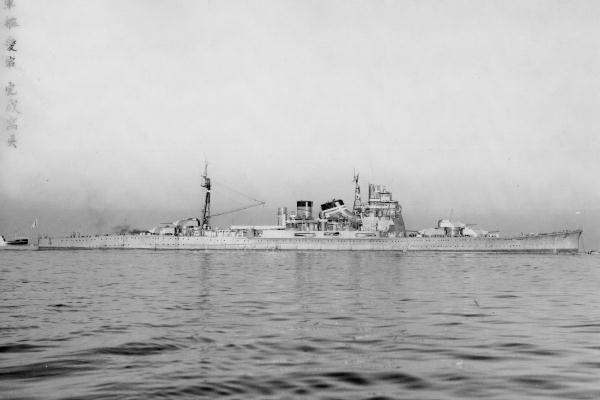
近代化改装後の「愛宕」。昭和14年（1939年）11月30日、横須賀軍港で撮影。

1938年（昭和13年）4月には近代化改装が行われ、舞鶴から横須賀工廠へと移動して翌1939年（昭和14年）10月に工事完了。1941年（昭和16年）10月、摩耶に代わって第二艦隊（近藤信竹中将）旗艦となった。中島親孝第二艦隊通信参謀によれば、本来は「高雄」が旗艦となる予定だったが、事故により「愛宕」に変更されたとしている。11月29日、呉を出港し、12月2日台湾の馬公に到着する。12月4日、「高雄」、戦艦「金剛」「榛名」を従えて出港、「愛宕」は日米開戦に向けて配置についた。

### 東南アジアでの行動
第二艦隊旗艦（南方部隊本隊旗艦）「愛宕」は、12月8日の開戦を南方海上で迎えた。近藤司令長官を指揮官とする南方部隊本隊は、第四戦隊（愛宕、高雄、摩耶）、第三戦隊第2小隊（金剛、榛名）、第4駆逐隊（嵐、野分、舞風、萩風）、第6駆逐隊第1小隊（響、暁）、第8駆逐隊（大潮、朝潮、満潮、荒潮）という戦力である。
東南アジア占領を目指す日本軍にとって最大の脅威は、シンガポールを根拠地とするイギリス東洋艦隊の戦艦「プリンス・オブ・ウェールズ (HMS Prince of Wales, 53) 」と巡洋戦艦「レパルス (HMS Repulse, 34) 」であった。その脅威も12月10日のマレー沖海戦で排除された。12月11日、カムラン湾に入港し、マレー部隊/南遣艦隊（指揮官小沢治三郎中将：旗艦「鳥海」）と合流する。12月14日、カムラン湾を出港。以後、マレー作戦や蘭印作戦を支援した。
1942年（昭和17年）2月25日、セレベス島スターリング湾を出港し、オンバイ海峡を経てサウ海に入り、インド洋に進出する。3月2日午後10時22分、バリ島南方で「高雄」と共に米国駆逐艦「ピルスバリー (USS Pillsbury , DD-227) 」を20センチ砲弾54発、12.7センチ砲弾15発を用いて撃沈した。「愛宕」は「ピルスバリー」を艦型の似た軽巡洋艦「マーブルヘッド (USS Marblehead, CL-12) 」と誤認していた。乗組員の戦時日記には「オマハ型軽巡洋艦」という表現も見られる。3月3日、別動の3隻（重巡「摩耶」、第4駆逐隊第1小隊《嵐、野分》）と合同する。3月4日、南方部隊本隊（愛宕、高雄、摩耶、嵐、野分）はジャワ島チラチャップの170度280海里付近に進出し、豪スループ「ヤラ (HMAS Yarra) 」、補給船「Anking」、掃海艇「MMS.51」、タンカー「フランコル」からなる船団を攻撃して全滅させた。
さらにこの日「愛宕」はオランダ船「Duymaer van Twist」（1030トン）を拿捕し、「嵐」もオランダ船（7089トン）を拿捕した。

南方部隊本隊は3月7日にスターリング湾に帰投した。
3月20日、ボルネオ島タラカンに入港する。3月23日、マカッサルに入港、シンガポールを経て4月3日にはマレー半島西岸のペナンに到着した。セイロン沖海戦では直接英軍と交戦することはなく、南アンダマン島周辺で英軍艦隊の索敵に従事した。4月10日、カムラン湾に入港。開戦以来東南アジアをかけまわった「愛宕」は、一旦前線任務を解かれ、日本に戻った。
「愛宕」は東京湾に面する横須賀港に錨をおろした。4月18日のアメリカ海軍の空母「ホーネット (USS Hornet, CV-8) 」より発艦したB-25爆撃機によるドーリットル空襲では横須賀も爆撃されたが、「愛宕」は目標にならなかった。ドーリットル隊が去った後、急遽出撃してアメリカ機動部隊を捜索するも、アメリカ機動部隊は既に立ち去った後だった。
ミッドウェー海戦にはミッドウェー島攻略部隊本隊の旗艦として参加。サイパン島を経てミッドウェー島近海に進出。6月4日にアメリカ軍の爆撃機から攻撃を受けたが被害はなかった。6月5日、南雲機動部隊の壊滅連絡と撤退命令を受けて変針する。途中、アメリカ軍の航空攻撃で損傷した3隻（重巡「最上」、第8駆逐隊《朝潮、荒潮》）と合流した。6月14日、17日間にわたる航海を終えて呉に帰着する。

### ソロモン諸島での行動
1942年（昭和17年）8月初旬、アメリカ軍はガダルカナル島とツラギに上陸し、ガダルカナル島の戦いが始まった。8月11日、「愛宕」も戦艦「陸奥」と共に桂島泊地を出発し、南洋の日本海軍拠点であるトラック泊地に向け航海を続けた。8月17日に到着したが、油槽船2隻（神国丸、日栄丸）がアメリカ軍潜水艦の雷撃で中破した。2隻から艦隊への給油は可能だったが、アメリカ軍潜水艦の活動は日本軍の作戦に影響を与えはじめた。
8月20日、「愛宕」は第四戦隊、第五戦隊、水上機母艦「千歳」、第四水雷戦隊と共にトラック泊地を出撃。さらに「陸奥」「村雨」「五月雨」「春雨」と合流、8月24日 - 25日の第二次ソロモン海戦に参加した。アメリカ軍艦載機20数機の攻撃を受けて「千歳」が損傷したが「愛宕」に被害はなく、アメリカ軍機動部隊に水上戦闘を挑むべく南下したが接触できなかった。愛宕は水上偵察機1機（搭乗員3名）を喪失した。9月5日、トラック泊地に帰還する。「愛宕」はその後もソロモン諸島東海面で活動を続けた。9月11日、特設水上機母艦「國川丸」艦載機がアメリカ軍飛行艇を撃墜、駆逐艦「村雨」（第2駆逐隊）は搭乗員8名を捕虜とした。夕刻、捕虜は「愛宕」に収容された。9月20日にトラック泊地へ帰投後に捕虜は戦艦「大和」（連合艦隊司令部）へ移送されたが、捕虜のうち機長（大尉）は処刑されたという。
10月11日、空母「隼鷹」「飛鷹」、戦艦「金剛」「榛名」と共にトラック泊地を出撃。ヘンダーソン基地艦砲射撃を支援する。10月20日午後8時に「飛鷹」で火災が発生し、「飛鷹」はトラック泊地に戻った。このような情勢下、「愛宕」は10月26日から27日にかけて行われた南太平洋海戦に於いて、前進部隊旗艦として参加した。米空母「ホーネット」を捕捉し、撃沈に貢献している。10月30日、19日間の航海を終えてトラック泊地に戻った。
11月9日、第四戦隊、第三戦隊（金剛、榛名）、第十一戦隊（比叡、霧島）、第三水雷戦隊（軽巡「川内」、第6駆逐隊、第15駆逐隊、第11駆逐隊）、第二航空戦隊（隼鷹）と共に出撃し、ガダルカナル方面に向かった。「愛宕」では航海長が転属となったが次任者が着任しておらず、「陸奥」の航海長が出張し、臨時航海長を務めていたという。11月12日、「前進部隊は機密連合艦隊電令作戦に基づき、Zマイナス1日、その大部はRXN北方海面に進出、十一戦隊を基幹とする部隊をもって同日夜、ガダルカナル島飛行場に対し制圧射撃をおこない、Z日、陸軍揚陸を間接的に掩護し、南東方面部隊の作戦を支援すると共に好機に乗じ敵艦隊を捕捉、これを撃滅せんとす」という命令が下り、挺身攻撃隊（指揮官阿部弘毅第十一戦隊司令官）が分離した。この挺身艦隊は11月12日 - 13日にかけてアメリカ軍巡洋艦部隊と交戦し、3隻（比叡、暁、夕立）が沈没、飛行場砲撃にも失敗する。「愛宕」は11月13日午後2時に第十戦隊（軽巡「長良」等）と合流した。
11月14日 - 15日の第三次ソロモン海戦で、引き続き前進部隊指揮官近藤信竹中将（第二艦隊長官、愛宕座乗）は、「愛宕」「高雄」「霧島」「朝雲」「五月雨」「照月」および第三水雷戦隊を指揮し、アメリカ軍の「サウスダコタ (USS South Dakota, BB-57) 」ならびに「ワシントン (USS Washington, BB-56) 」の2隻の新鋭戦艦と夜間砲・雷撃戦を敢行した。「愛宕」「高雄」は海戦終盤に「ワシントン」に対し雷撃を試みるも（愛宕だけで19本）、九三式酸素魚雷の信管過敏による命中直前の自爆により、全て命中しなかった。その後2隻は「サウスダコタ」に計23発の命中弾を浴びせ、「霧島」も「サウスダコタ」の第三砲塔に35.6センチ砲弾を命中させるなどしてこれを撃破したが、「ワシントン」のレーダー管制射撃により「霧島」が大破、のち沈没した。この海戦で「愛宕」の艦首の醤油庫に5インチ砲弾1発が命中した。11月18日、トラック泊地に戻った。8月以来ソロモン諸島海域を奔走してきた「愛宕」は修理のため、12月17日に呉に帰投した。

1943年7月21日に「愛宕」「高雄」と軽巡洋艦「長良」、駆逐艦「涼風」はトラックを出発し、7月26日に横須賀に入港した。
8月16日、連合艦隊司令長官・古賀峯一大将直率の主力部隊（戦艦3隻〈大和、長門、扶桑〉、空母〈大鷹〉、巡洋艦3隻〈愛宕、高雄、能代〉、駆逐艦部隊〈涼風、海風、秋雲、夕雲、若月、天津風、初風〉）は呉を出撃し、トラックへ向かう。10月31日 - 11月1日、連合軍はタロキナ岬（ブーゲンビル島）に上陸を開始、ブーゲンビル島の戦いが始まる。古賀大将は、第一航空戦隊航空戦力を南東方面に投入し、つづいてトラック泊地の主力艦艇も投入することを決定した。
11月3日午前7時45分、第二艦隊司令長官・栗田健男中将（「愛宕」座乗）指揮下の重巡洋艦部隊（第四戦隊《愛宕、高雄、摩耶、鳥海》、第七戦隊《鈴谷、最上》、第八戦隊《筑摩》）、第二水雷戦隊（軽巡洋艦《能代》、駆逐艦《玉波、涼波、藤波、早波》）を率いてトラック泊地を出撃。航行中の11月4日午前、航行不能となったタンカー「日章丸」の救援に2隻（鳥海、涼波）を分離。11月5日午前6時頃、栗田長官指揮下の遊撃部隊はラバウルに到着した。
同日午前7時、空母「サラトガ (USS Saratoga, CV-3) 」「プリンストン (USS Princeton, CVL-23) 」を基幹とするアメリカ第38任務部隊は艦載機計97機を投入、ラバウル在泊艦艇に対する空襲を敢行した。栗田艦隊の重巡部隊は、各艦とも損害を受けた（愛宕、高雄、摩耶、最上、筑摩、能代被弾等）。特に「摩耶」は機関部への被弾で航行不能となった。「愛宕」は至近弾3発を受け、左舷魚雷発射管室付近舷側に巨大な破孔が生じ、艦長・中岡信喜大佐以下18名が死亡、20名が重傷を負った。南東方面艦隊長官・草鹿任一中将は栗田艦隊（ラバウル進出中の鳥海を含む）のトラック泊地帰投を下令。「摩耶」を除く重巡各艦は11月7日 - 8日にかけてトラック泊地に戻った（「愛宕」は7日昼前に到着）。
第二艦隊旗艦を「鳥海」に変更後、「愛宕」は日本に戻って修理を行う。1944年（昭和19年）1月上旬、第4駆逐隊（野分、舞風）に護衛されて再びトラック島に進出。2月、アメリカ機動部隊の攻撃を避けるように連合艦隊各艦と共にパラオへ移動。直後、アメリカ機動部隊によるトラック島空襲により泊地は壊滅した。このパラオ泊地も安全とはいえず、「愛宕」はダバオを経て4月9日にリンガ泊地に到着した。なお、パラオ出航直後にパラオ大空襲があった。リンガで「愛宕」を含めた各艦は上甲板最先端に日の丸を描いたという。5月14日、タウイタウイ泊地へ移動。第一機動艦隊前衛部隊（大和、武蔵、金剛、榛名、千歳、千代田、能代、島風等）の旗艦となった。
1944年（昭和19年）6月中旬、「愛宕」はマリアナ沖海戦に参加した。6月27日、日本に戻る。7月8日、呉を出航してシンガポールへ向かう。8月2日リンガ泊地に到着し、訓練に従事した。

### 愛宕の最期
1944年（昭和19年）10月22日、第二艦隊司令長官・栗田中将（「愛宕」座乗）の第一遊撃部隊第一部隊（通称栗田艦隊）はブルネイを出航、レイテ島へ向かう。翌10月23日午前1時16分、会合中だったアメリカの潜水艦「ダーター (USS Darter, SS-227) 」と「デイス (USS Dace, SS-247) 」がレーダーで栗田艦隊を発見した。両艦は栗田艦隊の追跡を開始した。午前2時30分、「愛宕」は潜水艦の電波を探知し、之字運動を始める。午前6時、栗田艦隊はパラワン水道を通過しようとしていた。「愛宕」は対潜警戒を行っていたものの、各部署は通常の戦闘訓練を行っていたという。6時32分、距離およそ900mから「ダーター」の放った6本の魚雷のうち4本が「愛宕」の右舷に命中した（一番砲塔直下、艦橋前部、中部魚雷発射管室、五番砲塔付近）。右舷バルジの殆ど全てと、第一缶室、第二缶室、第六缶室、右舷後部主機室に浸水した。ただちに左舷注水区画と左舷第七缶室に注水が行われた。「愛宕」は電源が停止し、急速に右へ傾いた。左舷注水への注水の効果は少なく、右舷傾斜増は止まらない。まず司令部が退去したが、総員退去命令は出されなかった可能性が高い。栗田中将、小柳参謀長、荒木艦長以下は駆逐艦「岸波」が529名、「朝霜」が171名を救助した。「愛宕」は6時53分に転覆、沈没し機関長の堂免敬造中佐以下360名が戦死した。軍艦旗は降ろされないままだったという。
「岸波」に救助された栗田中将を含む「愛宕」の生存者は戦艦「大和」に移乗し、その中には「大和」の補充要員として戦闘に参加した者もいた。潜水艦の魚雷4本命中により被雷から20分で沈没した「愛宕」であったが、日本軍重巡洋艦の特徴ともされる縦強度を高めるための機関室線縦壁が急速傾斜を早めたという指摘もある。
なお、「ダーター」は「高雄」にも魚雷2本を命中させ、深夜まで漂流させた。「ダーター」は「高雄」に止めをさそうと攻撃を続行したが、航法をあやまり10月24日に座礁・曳航不能となり、乗員は「デイス」に移乗した後「ダーター」を自沈させた。「ダーター」の艦長のデヴィッド・H・マクリントック少佐は日本軍が残骸を調査することを見越し、艦内にあった艦型識別訓練用の愛宕型の模型に「これ（模型）があれ（愛宕）と同一艦か？」というメモを貼り付けた。

## 公試成績
| 状態   | 排水量     | 出力        | 速力       | 実施日                  | 実施場所       | 備考 |
| ------ | ---------- | ----------- | ---------- | ----------------------- | -------------- | ---- |
| 新造時 | 12,214トン | 135,000馬力 | 35.2ノット | 昭和7年(1932年)2月12日  | 宿毛湾外標柱間 |      |
| 改装後 |            |             | 34.2ノット | 昭和14年(1939年)8月30日 | 館山沖標柱間   |      |

## 歴代艦長
※『艦長たちの軍艦史』107-109頁、『日本海軍史』第9巻・第10巻の「将官履歴」に基づく。

### 艤装員長
1. 佐田健一 大佐：昭和5年(1930年)6月20日 - 1931年10月1日[107]

### 艦長
1. 佐田健一 大佐：昭和6年(1931年)10月1日 - 1932年12月1日
2. 高橋伊望 大佐：昭和7年(1932年)12月1日 - 1933年11月15日
3. 宮田義一 大佐：昭和8年(1933年)11月15日 - 1934年11月1日
4. 園田滋 大佐：昭和9年(1934年)11月1日 - 1935年11月15日
5. 鈴木田幸造 大佐：昭和10年(1935年)11月15日 - 1936年4月15日
6. 伊藤整一 大佐：昭和11年(1936年)4月15日 - 1936年12月1日
7. 五藤存知 大佐：昭和11年(1936年)12月1日 - 1937年7月12日
8. 奥本武夫 大佐：昭和12年(1937年)7月12日 - 1937年12月1日[108]
9. 坂野民部 大佐：昭和12年(1937年)12月1日 - 1938年8月10日[109]
10. 蓑輪中五 大佐：昭和13年(1938年)8月10日 - 1938年11月15日[110]
11. 高塚省吾 大佐：昭和13年(1938年)11月15日 - 1939年11月15日
12. 河野千万城 大佐：昭和14年(1939年)11月15日 - 1940年10月15日
13. 小柳冨次 大佐：昭和15年(1940年)10月15日 - 1941年8月11日
14. 伊集院松治 大佐：昭和16年(1941年)8月11日 - 1942年12月1日
15. 中岡信喜 大佐：昭和17年(1942年)12月1日 - 1943年11月5日戦死
16. 荒木伝 大佐：昭和18年(1943年)11月15日 - 1944年11月6日

### 注
1. ↑  高雄の値。機関出力、速力、航続距離は計画値
2. ↑  
  - 第四戦隊：愛宕、鳥海
  - 第五戦隊：妙高、羽黒
  - 第三戦隊：比叡、金剛
  - 第四水雷戦隊：由良、第2駆逐隊（村雨、五月雨、春雨、夕立）、第9駆逐隊（朝雲、峯雲、夏雲）

他に空母「瑞鳳」、駆逐艦「三日月」、油槽船×3隻